# 47096 Canarias
47096 Canarias è un asteroide della fascia principale esterna. Scoperto nel 1999, presenta un'orbita caratterizzata da un semiasse maggiore pari a 3,157364 UA e da un'eccentricità di 0,124270, inclinata di 18,380661° rispetto all'eclittica. Ha un diametro di 10,517 km e un'albedo di 0,160.
È dedicato alle isole Canarie, dove si trova l'Osservatorio astronomico di Maiorca, dove è stata effettuata la scoperta. 